# 22843 Stverak
22843 Stverak este un asteroid din centura principală de asteroizi.

## Descriere
22843 Stverak este un asteroid din centura principală de asteroizi. A fost descoperit pe 8 septembrie 1999 la Socorro, New Mexico, în cadrul proiectului LINEAR. Asteroidul prezintă o orbită caracterizată de o semiaxă mare de 2,70 ua, o excentricitate de 0,13 și o înclinație de 2,8° în raport cu ecliptica.